# 菲耶索莱主教宫
43°48′26.94″N 11°17′31.14″E / 43.8074833°N 11.2919833°E
菲耶索莱主教宫 (義大利語：Palazzo Vescovile)是意大利托斯卡纳大区佛罗伦萨广域市菲耶索莱的一座历史建筑，位于Piazza Mino。它建于11世纪，是天主教菲耶索莱教区的主教府。

## 历史

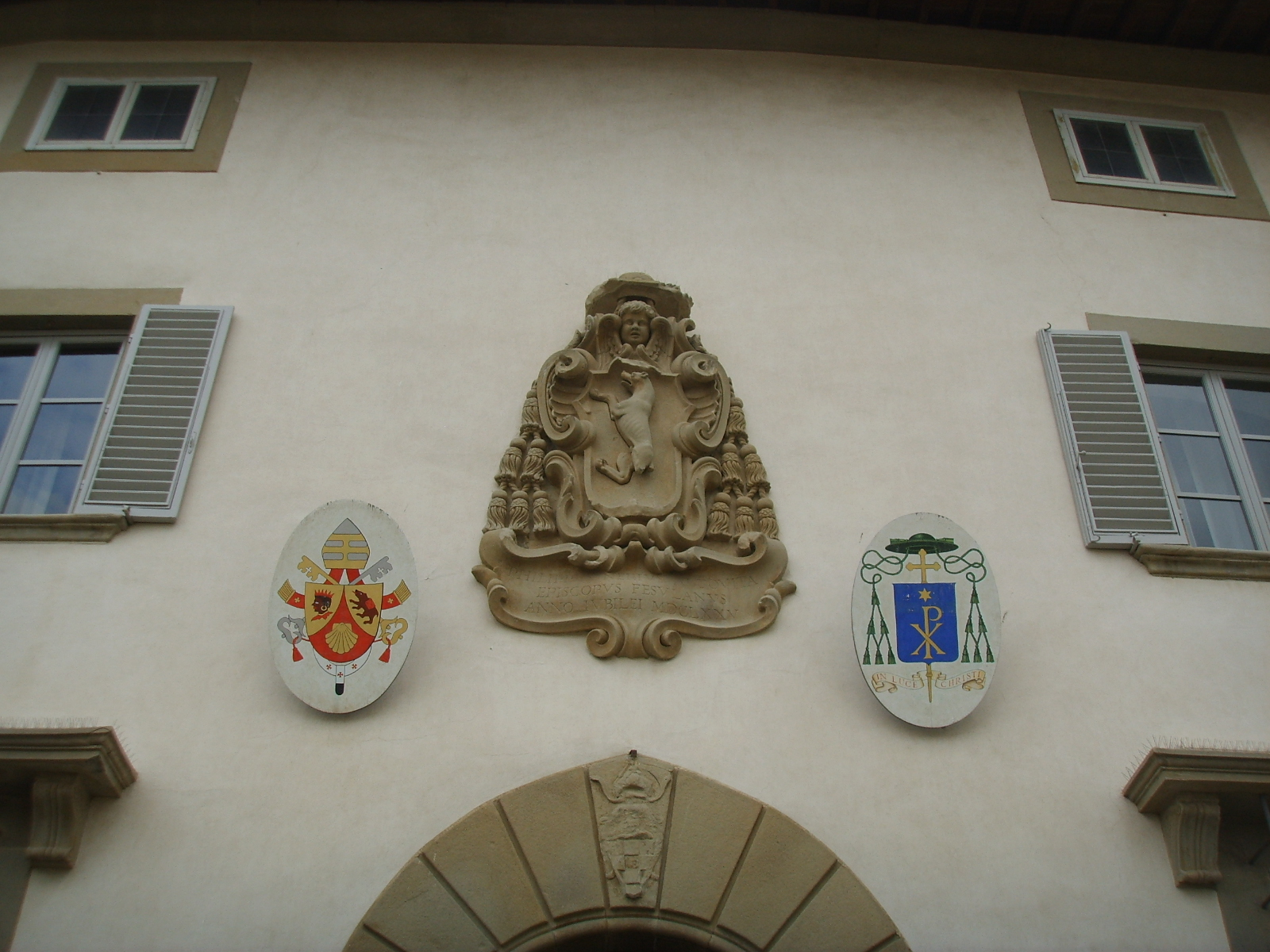
入口

菲耶索莱主教宫是在雅各伯·巴瓦罗主教主教时期，与毗邻的菲耶索莱圣罗穆鲁斯主教座堂同时建于1028年。随着时间的推移，建筑经历了改建和扩建。
在十四世纪，安德肋·科西尼主教扩建了主教宫，后来，方济各·玛丽亚·吉诺里和卡特塔尼·达·迪亚切托两位主教也进行了扩建。斐理伯·内里·阿尔托维蒂主教在扩建主教宫时，将自己的的纹章放置在入口的上方。目前的立面可追溯到 1500 年。
主教宫内有主教的私人小堂，里面有15世纪后期多米尼哥·基兰达奥画派的壁画，描绘圣罗穆鲁斯、聖長雅各伯宗徒和聖父。
宫内还有大圣雅各伯小堂（Oratory of San Jacopo Maggiore），由卡特塔尼·达·迪亚切托主教建造。里面有一幅洛伦佐迪比奇的《圣母加冕》，还有尼克科德莫·费鲁奇和安东尼奥·马里尼的画作。
主教宫的右边是一座神父楼，建于1032年，以容纳隔壁主教座堂的詠禱司鐸團。1439年扩建后，增加了一个环绕拱廊的庭院，中心是一个大理石柱，以及拉涅利曼奇尼主教委托的小型金属圣母像。
在主教宫的花园里，有伊特拉斯坎文明的城墙遗址，城墙继续延伸进入相邻主教神学院的花园，它原本是卫城的一部分，现在里面开设了圣方济各修道院。
主教宫的前面是19世纪建造的双楼梯。